# Kvotkriteriet
Kvotkriteriet, även kallat d'Alemberts kriterium, är en sats inom matematisk analys som ger ett villkor för att en serie ska konvergera.
Låt {\displaystyle \{a_{k}\}_{k=0}^{\infty }} vara en talföljd. Då säger kvotkriteriet att serien
{\displaystyle \sum _{k=0}^{\infty }a_{k}}
är absolutkonvergent, och därmed konvergent, om 
{\displaystyle \lim _{k\rightarrow \infty }\left|{\frac {a_{k+1}}{a_{k}}}\right|<1}
och att serien är divergent om 
{\displaystyle \lim _{k\rightarrow \infty }\left|{\frac {a_{k+1}}{a_{k}}}\right|>1}.
Notera att satsen inte säger något om fallet 
{\displaystyle \lim _{k\rightarrow \infty }\left|{\frac {a_{k+1}}{a_{k}}}\right|=1}.
Kvotkriteriets betydelse för studium av potensseriers {\displaystyle \sum _{k=0}^{\infty }a_{k}x^{k}} konvergens blir tydligt då 
{\displaystyle \lim _{k\rightarrow \infty }\left|{\frac {a_{k+1}x^{k+1}}{a_{k}x^{k}}}\right|=\lim _{k\rightarrow \infty }\left|{\frac {a_{k+1}}{a_{k}}}x\right|},
potensseriens konvergens kan utläsas för alla x som inte gör gränsvärdet lika med ett. Man kan visa att kvotkriteriet är ett svagare resultat än rotkriteriet.